# دوبربرزيان (كفشكنان)
دوبربرزیان (بالفارسية: دوپربرزیان) هي قرية تقع في إيران في قسم کفشکنان الريفي. يقدر عدد سكانها بـ 15 نسمة بحسب إحصاء 2016.